# Підкоровикові
Підкоровикові (Aradidae) — родина клопів (Heteroptera). Їхня назва походить від того, що вони часто трапляються у тріщинах та відшаруваннях під корою дерев. Включає понад 1900 видів, які поділяються приблизно на 230 родів.

## Поширення
Поширені по всьому світу, причому найбільше розмаїття спостерігається в Австралії. Види помірного клімату зазвичай живуть під корою мертвих дерев, тоді як багато тропічних видів зустрічаються в лісовій підстилці.

## Опис
Ці клопи мають сплощене тіло, еліпсоподібної, овальної або прямокутної форми, тьмяного забарвлення, часто з зернистими або шорсткими покривами, іноді з інкрустаціями. Вусики, ноги та голова часто досить короткі, а багато видів безкрилі. Тіло завдовжки від 3 до 20 мм. Антени, міцні, 4-членникові. Стилети верхньої щелепи надзвичайно довгі та закручені в голову. Трохантери часто зрощені зі стегновими кістками. Лапки мають лише 2 членики, перший на 2/3 коротший за другий.

## Спосіб життя
Більшість видів є мікофагами, тобто живляться грибами. Кілька груп є фітофагами: Aneurinae і Calisiinae живляться соком живих або вмираючих дерев, а вид Aradus cinnamomeus харчується флоемою, камбієм і ксилемою рослин-господарів, наприклад Pinus і Larix spp ., викликаючи затримку росту. Деякі види живуть разом з термітами.